# جعفرآباد (لنجان)
جعفرآباد، روستایی از توابع بخش باغ بهادران شهرستان لنجان در استان اصفهان در کشور ایران است.

## جمعیت
این روستا در دهستان چم کوه قرار دارد و براساس سرشماری مرکز آمار ایران در سال ۱۳۹۵، جمعیت آن ۲۲۱ نفر (۶۶خانوار) بوده‌است.